# Turritellopsis stimpsoni
Turritellopsis stimpsoni är en snäckart som beskrevs av Dall 1919. Turritellopsis stimpsoni ingår i släktet Turritellopsis och familjen Mathildidae. Inga underarter finns listade i Catalogue of Life.